# Conde de Macedo
O título de Conde de Macedo foi criado por decreto de 30 de Julho e por carta de 19 de Setembro de 1890 do rei D. Carlos I de Portugal a favor de Henrique de Macedo Pereira Coutinho, 1.º conde de Macedo, único titular até à data.

## Titulares
1. Henrique de Macedo Pereira Coutinho, 1.º conde de Macedo